# Sean Longstaff
Sean David Longstaff (Newcastle upon Tyne, 30 de outubro de 1997) é um futebolista inglês que atua como meio-campista. Atualmente joga no Leeds United.

## Carreira
Longstaff jogou na base do Newcastle por uma década, sendo promovido aos profissionais em 2016. Não aproveitado em suas 2 primeiras temporadas, foi emprestado ao Kilmarnock em janeiro de 2017, juntamente com Callum Roberts e Freddie Woodman. Pelo Killie, o meia disputou 17 jogos e marcou 3 gols.
Em julho do mesmo ano, assinou com o Blackpool (também por empréstimo), atuando em 45 partidas (42 pela League One e as outras 3 foram pelas Copas nacionais), marcando 9 gols.
Reintegrado ao elenco do Newcastle em 2018, foi relacionado pela primeira vez a uma partida do time principal em agosto, quando os Magpies enfrentaram o Chelsea pela terceira rodada da Premier League, mas não saiu do banco de reservas. Sua estreia foi contra o Nottingham Forest, pela Copa da Liga Inglesa, recebendo um cartão amarelo na vitória por 3 a 1. O primeiro jogo na primeira divisão inglesa foi contra o Liverpool, em dezembro (substituiu Kenedy aos 28 minutos do segundo tempo, quando os Reds venciam por 2 a 0), enquanto seu primeiro gol em jogos oficiais pela equipe foi na partida frente ao Blackburn Rovers, pela terceira fase da Copa da Inglaterra - ele havia balançado as redes contra o St. Patrick's Athletic, durante a pré-temporada. Longstaff fez seu primeiro gol na Premier League em fevereiro de 2019, na vitória por 2 a 0 sobre o Burnley

## Vida pessoal
Seu irmão, Matty, também foi revelado pelo Newcastle e atua como volante, mas disputou apenas 20 jogos como atleta dos Magpies e fez 3 gols pela equipe principal. O pai de ambos, David Longstaff, é ex-jogador de hóquei no gelo e representou a Seleção Britânica da modalidade por mais de 100 partidas. Apesar de compartilharem o mesmo sobrenome, não são partentes do também meio-campista Luis Longstaff, que também surgiu nas categorias de base do Newcastle.
Sean e Matty são ainda sobrinhos de Alan Thompson, que chegou a jogar uma partida pela Seleção Inglesa em 2004.

## Títulos
Newcastle
- Copa da Liga Inglesa: 2024–25[9]